# 189

## Nașteri
- 7 martie: Publius Septimius Geta, cel de-al doilea fiu al lui Septimius Severus și fratele lui Caracalla (d. 211)

## Decese
- dată necunoscută: Papa Eleuteriu  (n. ?)
- dată necunoscută: Aelius Aristides  (n. 117)